# The White Medicine Man (film 1911)
The White Medicine Man è un cortometraggio muto del 1911 scritto e diretto da Milton J. Fahrney per la Nestor Film Company di David Horsley.

## Produzione
Il film fu prodotto dalla Nestor Film Company.

## Distribuzione
Distribuito dalla Motion Picture Distributors and Sales Company, il film uscì nelle sale cinematografiche USA il 15 novembre 1911.
Nello stesso anno, in luglio era uscito un altro The White Medicine Man, diretto da Francis Boggs.